# 미투리

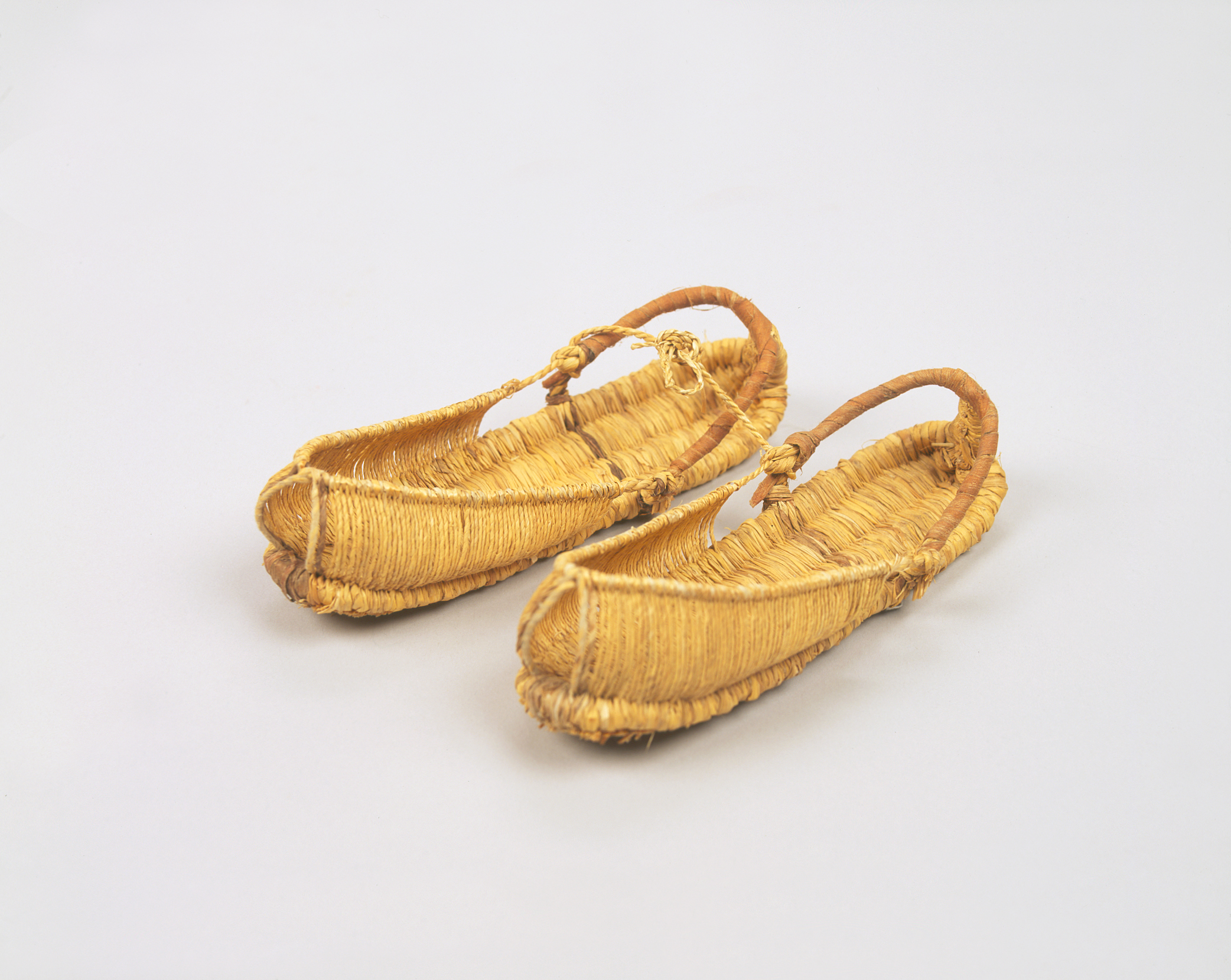
미투리

미투리는 삼, 노 등으로 만든 신이다. 모양은 목이 낮고 개방형으로 흔히 날이 여섯 개로 되어 있다. 짚신과 비슷하지만 짚신보다 고급스러운 물건이다.

## 같이 보기
- 한국의 의상 목록

## 참고 자료
- 이 문서에는 다음커뮤니케이션(현 카카오)에서 GFDL 또는 CC-SA 라이선스로 배포한 글로벌 세계대백과사전의 내용을 기초로 작성된 글이 포함되어 있습니다.